# 최인규 (1881년)
최인규(崔仁圭, 1880년 음력 11월 5일 ~ 1942년 12월 16일)는 조선총독부의 신사참배 강요 정책에 저항하다가 투옥되어 옥사한 일제강점기의 개신교 종교인이다. 본관은 강릉(江陵).

## 생애

### 개신교 귀의
강원도 삼척군 도하면 송정리(현 동해시 송정동)에서 부유한 양반이었던 최돈일의 아들로 태어났다. 어린 시절부터 서당에서 한학을 공부하였고 18세 때 부모의 주선으로 홍은선과 결혼한 후 7년 만인 1905년 딸을 얻기까지는 보통 사람들과 다름없는 평범한 양반의 후예로서의 삶을 살았다.
그러나 그 후 자녀를 얻지 못하고, 아내가 오랜 투병 끝에 세상을 떠나면서 허송세월을 하던 중 1921년 북평감리교회 김기정 목사를 통해 개신교에 귀의하고, 1925년 12월 7일 세례를 받으면서 철저한 개신교인으로서 신앙생활을 시작하게 되었다.
1932년 9월 16일 감리교 권사로 임명된 최인규는 이후 새롭게 설립된 천곡교회의 설교자로 임명되어 교회의 기틀을 잡고 예배당을 건축하는 데 큰 공을 세우며, 1935년 전 재산(밭 1,369평, 논 539평)을 천곡교회에 기부한다.

### 신사참배 거부
1938년 이후 노골화된 일제의 신사참배 강요 정책에 개신교 교단들이 이를 단순한 국가의식으로 받아들이고 시행하자, 신사참배를 신앙적으로 받아들일 수 없었던 최인규는 고민 끝에 신사참배 거부 운동에 나섰고, 1940년 5월 체포되었다. '국민의 의무로서 국가의식을 존중해 달라는 것일 뿐'이라는 삼척경찰서의 회유와 고문에도 그가 단호히 거부하자, 일본 경찰은 그에게 망신을 주기 위해 등에 인분통을 지우고 길거리를 다니면서 '나는 신사참배를 거부한 최인규다'라고 외치게 했다. 그럼에도 그는 이를 부끄러이 여기기는커녕 오히려 감사히 여기며 큰소리로 당당히 외치며 돌아다녔다고 한다.
이를 안타깝게 여긴 그의 친구 차국성이 평소 안면이 있던 삼척경찰서장에게 "최인규가 정신질환이 재발된 것 같으니 석방시켜 달라"고 간청하자, 경찰서장은 오히려 "당신이 정신병자다. 예수를 믿으려면 최인규처럼 믿어라"고 호통치며 돌려보냈다고 한다.
이후 최인규는 강릉구치소에 수감되고 함흥재판소에서 재판을 받으면서도 "기독교를 박해한 로마는 망했다. 일본은 우리 민족을 못살게 하는 죄악을 회개하지 않으면 반드시 멸망할 것"이라며 자신의 신앙을 굽히지 않았고, 결국 재판장으로부터 미움을 사 1941년 11월 21일 불경죄로 징역 2년형을 언도받고 수감되었다.
신사참배 거부로 역시 함께 투옥되었던 고성교회 이진구 목사는 형무소에서도 궁성요배를 거부하고 저항하여 정신이상자 취급을 받으며 고통을 당하는 최인규를 안타깝게 여겨 "여기서 죽지 말고 그냥 신사참배를 하겠다고 하고 나가십시오"라고 권유하였다고 한다. 그러자 최인규는 발끈하면서 "목사인줄 알았더니... 예수 믿는 사람이 그렇게 살아서 무엇하겠나"고 오히려 이진구를 책망하였다고 한다.

### 최후
1941년 12월 대전형무소로 이감된 최인규는 계속되는 고문과 잦은 단식으로 건강이 급격히 악화되었고, 1942년 12월 16일 대전형무소에서 숨을 거두었다.

## 사후
사망 후 그의 시신은 화장되어 공동묘지에 매장되었다가 1946년 삼척읍교회에 세워진 순교 기념비 아래에 묻혔으며, 1986년 11월 11일 동해 천곡교회가 재건되면서 그곳에 세워진 그의 순교 기념비에 이장되었다.

### 독립유공자 지정
동해시의 지역인사들과 기독교대한감리회 관계자들에 의해 2012년부터 최인규의 독립유공자 지정이 추진되고 있다.